# سدن
سدن (بالفارسية: سدن) هي قرية تقع في قسم روشن‌آباد الريفي في إيران. يقدر عدد سكانها بـ 539 نسمة بحسب إحصاء 2016.